# Olympische Sommerspiele 2004/Teilnehmer (Saudi-Arabien)
| Gelbes Symbol für Goldmedaillen mit stilisierten Olympischen Ringen | Graues Symbol für Silbermedaillen mit stilisierten Olympischen Ringen | Braundes Symbol für Bronzemedaillen mit stilisierten Olympischen Ringen |
| ------------------------------------------------------------------- | --------------------------------------------------------------------- | ----------------------------------------------------------------------- |
| —                                                                   | —                                                                     | —                                                                       |

Saudi-Arabien nahm an den Olympischen Sommerspielen 2004 in Athen, Griechenland, mit einer Delegation von 16 Sportlern (allesamt Männer) teil.

## Teilnehmer nach Sportarten

### Gewichtheben
- Abdul Mohsen al-Bagir
Leichtgewicht: 12. Platz

- Jafar al-Bagir
Leichtgewicht: DNF

- Ramzi al-Mahrous
Mittelschwergewicht: DNF

- Najim al-Radwan
Mittelschwergewicht: DNF

### Leichtathletik
- Salem al-Yami
100 Meter: Vorläufe

- Hamdan al-Bishi
400 Meter: Halbfinale

- Mohammed al-Salhi
800 Meter: Vorläufe

- Mubarak Ata Mubarak
110 Meter Hürden: Vorläufe

- Hadi Soua’an al-Somaily
400 Meter Hürden: Halbfinale

- Ibrahim al-Hamaidi
400 Meter Hürden: Vorläufe

- Salem al-Ahmadi
Dreisprung: 35. Platz in der Qualifikation

### Reiten
- Kamal Bahamdan
Springreiten, Einzel: Finalteilnahme

- Ramzy al-Duhami
Springreiten, Einzel: 55. Platz

### Schießen
- Sayed al-Mutairi
Skeet: 15. Platz

### Schwimmen
- Ahmed al-Kudmani
100 Meter Brust: 47. Platz

### Tischtennis
- Khalid al-Harbi
Einzel: 49. Platz